# مونيوسانتشو
بلدية مونيوسانتشو (بالإسبانية: Muñosancho) هي بلدية تقع في مقاطعة آبلة التابعة لمنطقة قشتالة وليون وسط إسبانيا.

## الديموغرافيا
بلغ عدد سكان بلدية مونيوسانتشو 124 نسمة عام 2011 (وفقاً للمعهد الوطني للإحصاء الإسباني).
| 180 | 166 | 155 | 138 | 120 | 114 | 124 |